# Dick van den Polder
Dirk (Dick) van den Polder (Rotterdam, 23 september 1934 – aldaar, 21 oktober 2013) was een Nederlands voetballer en sportjournalist.
Van den Polder groeide op in Bergpolder en sloot zich op elfjarige leeftijd aan bij Excelsior ondanks dat zijn vader bestuurslid was bij NADO/V. Hij speelde tussen 1954 en 1964 in totaal 199 wedstrijden in het betaaldvoetbal. Hij debuteerde in de laatste wedstrijd van het seizoen 1953/54 tegen Juliana. Vanaf zijn negentiende was hij tevens verslaggever bij het Het Rotterdamsch Parool, eerst als stads- en rechtbankverslaggever en later als sportverslaggever. Hij stopte toen op 28-jarige leeftijd met betaaldvoetbal en speelde nog wel in het tweede van Excelsior en trainde later in de jeugd en het tweede team. Tijdens zijn spelersloopbaan brak hij tweemaal zijn been. Als journalist was hij ook werkzaam voor Het Vrije Volk, Rotterdams Dagblad en Radio Rijnmond en hij deed onder meer verslag van zes WK’s en EK’s. Van den Polder overleed in 2013 op 79-jarige leeftijd.